# マスウード1世 (ルーム・セルジューク朝)
マスウード1世（? - 1156年もしくは1157年）は、ルーム・セルジューク朝の第4代スルタン（在位：1116年 - 1156年もしくは1157年）。
父は第2代スルタンのクルチ・アルスラーン1世。1116年に即位した。40年にわたって在位し、1156年に死去した。跡を子のクルチ・アルスラーン2世が継いだ。